# خنشع ثرثار

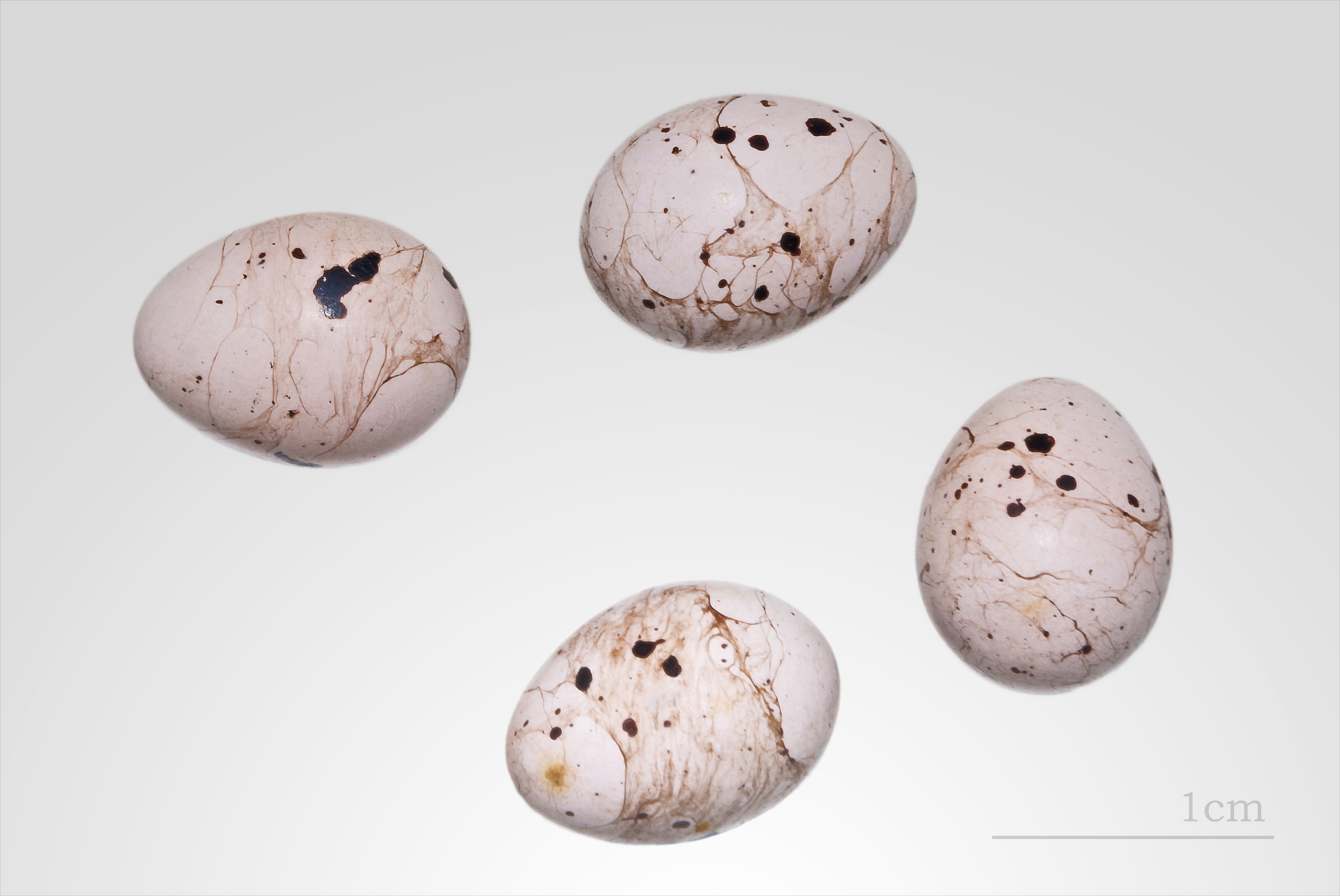
Hippolais polyglotta

خَنْشَع ثرثار أو ذُعْلُوقَة ثرثارة أو هازجة ايقاعية (الاسم العلمي: Hippolais polyglotta) هو نوع آبد من جنس الخنشع في فصيلة طيور الصادح.

## الموئل والسلوك
أعطانه تمتد من الشرق الأوسط إلى أروبة الجنوبية وأفريقية الشمالية. يألف الهضاب والجبال المتوسطة الارتفاع. يجوب الكروم وجنائن الأشجار المثمرة عند الصباح وقرب الغروب حيث تكثر الحشرات التي يرغب فيها.

## الوصف
جسمه صغير القد يطول نحو ١٣ سم. ثوبه قريب الشبه بثوب خنشع الصفصاف إلا أنه أقل اخضرارًا وأشد سمرة، أما رسغاه فإلى الطحلة السمراء. يتميز بكثر الزقزقة وبترديد تغاريد الطيور التي يسمها.

## التكاثر
يدثن عشه في الشجيرات القليلة الارتفاع. أنثاه تضع من ٤ إلى ٥ بيضات تبنية اللون مرقوشة بالأسمر والأحمر تحضنها نحو ١٣ يومًا بمناوبة الذكر.